# 경동고등학교
경동고등학교(京東高等學校)는 대한민국 서울특별시 성북구 삼선동3가에 있는 공립 고등학교이다.

## 연혁
- 1940년 3월 31일 : 욱구공립중학교 설립(조선공립중학교 관제에 의함)
- 1940년 4월 16일 : 용산공립중학교 일부 교사를 빌어 한일인 공학제로 개교함
- 1941년 4월 16일 : 당시 돈암동(현재 성북구 삼선동 3가 50번지) 현 교사로 이전
- 1945년 8월 15일 : 광복으로 일본인 교사 40명, 일본인 학생 525명 퇴교하고 일시 휴교함
- 1945년 9월 28일 : 교명을 경동공립중학교라 개칭함
- 1945년 10월 1일 : 다시 개교함
- 1947년 1월 1일 : 제2대 강정룡 교장 취임
- 1950년 6월 28일 : 제3대 양재순 교장, 남상만 교감외 일부 교사 납북됨
- 1951년 5월 15일 : 부산 동대신동 구덕산에 임시 수업장을 설치하고 수업을 개시함
- 1951년 9월 1일 : 학제 개편으로 경동고등학교, 돈암중학교로 분리함
- 1952년 4월 13일 : 서울 돈암초등학교 교사 일부를 차용, 본교 분교로 개교함
- 1953년 5월 17일 : 교명 개정에 의하여 돈암중학교를 경동중학교로 환원함
- 1953년 5월 21일 : 돈암초등학교내 가교사에서 본교사로 복귀함
- 1953년 9월 25일 : 부산 임시 수업장에서 서울 본교사로 복귀함
- 1962년 3월 12일 : 구교사에서 고등학교 신교사로 이전
- 1966년 10월 2일 : 과학관 개관함(철근 콘크리트 3층, 913평)
- 1972년 2월 29일 : 중학교 입시 개혁에 따라 중학교를 폐교함
- 1973년 11월 30일 : 구교사 완전 철거함
- 1976년 12월 7일 : 도서관 신축 개관
- 1990년 4월 16일 : 복지관 준공
- 1992년 11월 17일 : 동의관 준공 개관
- 1993년 8월 31일 : 체육관 겸 강당 개축 준공
- 2002년 3월 1일 : 정보화 센터 준공
- 2009년 10월 31일 : 본관 신축 준공
- 2011년 3월 1일 : 자율형공립고등학교 출범
- 2013년 5월 8일 : 동인관 준공
- 2017년 10월 17일 : 다목적 인조잔디구장 개장
- 2019년 3월 1일 : 제28대 신범영 교장 취임
- 2022년 1월 28일 : 제78회 졸업식(168명) 졸업생 누계 41,683명
- 2022년 3월 2일 : 제81회 입학(179명)

## 스포츠단
농구부, 아이스하키부, 수영부, 골프부를 운영하고 있다. 과거에 축구부도 운영한 바 있다.

## 참고 문헌
- 경동고등학교 - 한국교육학술정보원 학교알리미

## 같이 보기
- 경동고등학교 축구단